# Béruges
Béruges är en kommun i departementet Vienne i regionen Nouvelle-Aquitaine i västra Frankrike. Kommunen ligger i kantonen Vouillé som tillhör arrondissementet Poitiers. År 2022 hade Béruges 1 538 invånare.

## Befolkningsutveckling
Antalet invånare i kommunen Béruges
| Referens: INSEE |